# Hans-Joachim Wachsmuth
Hans-Joachim Wachsmuth (* 15. September 1934 in Bonn; † 2. Februar 2024) war ein deutscher Verwaltungsjurist in Bayern.

## Leben
Hans-Joachim Wachsmuth war ein Sohn des Chirurgen Werner Wachsmuth und der Dagmar Wachsmuth, geborene Poensgen. Er war ein Urenkel des Klassischen Philologen Curt Wachsmuth und ein Ururenkel des Klassischen Philologen Friedrich Ritschl. Er hatte einen Bruder (Ernst Dieter Wachsmuth) und eine Schwester (Barbara Giehl). Er studierte zunächst an der Universität Tübingen Rechtswissenschaft. 1955 wurde er im Corps Suevia Tübingen recipiert. Als Inaktiver  wechselte er an die Universität Frankfurt und die Universität Würzburg. In Frankfurt durchlief er eine zweijährige Lehre als Buchhändler. 1960/61 war er beim Julius Springer-Verlag in Berlin tätig. 1962 wurde er in Würzburg zum Dr. iur. utr. promoviert. Nachdem er 1964 die Zweite Juristische Staatsprüfung bestanden hatte, trat er in die Innere Verwaltung des Freistaats Bayern ein. 1966/67 bewahrte er die Kirchenruine des Klosters Unterzell vor dem Abriss. Das Evangelisch-Lutherische Dekanat Würzburg nahm seine Anregung auf, die Ruine zu kaufen und den Chor zu restaurieren. Die evangelische Kirchengemeinde in Zell am Main kam zum ersten eigenen Gotteshaus, der Versöhnungskirche. Seit 1970 in Gerbrunn wohnhaft, war Wachsmuth zuletzt Regierungsvizepräsident in Unterfranken.
Er schrieb eine Reihe von Beiträgen für juristische Zeitschriften und verfasste mehrere Gesetzeskommentare im Bereich des Öffentlichen Rechts. In Abstimmung mit dem Würzburger Notar Dr. Walter Hitzlberger erarbeitete er als seinerzeit zuständiger Jurist an der Regierung von Unterfranken mehrere Jahre vor Erlass der Makler- und Bauträgerverordnung (MaBV) zum Schutz der Käufer von Wohnungseigentum vor dem Verlust ihrer bis dahin meist ungesicherten Kaufpreiszahlungen einen Katalog der „Mindestanforderungen für Bauträgerverträge“. Mit den unterfränkischen Notaren wurde verabredet, diese sollten jeden Käufer von Wohnungseigentum dahingehend belehren, die Regierung von Unterfranken würde öffentliche Mittel nur dann bewilligen, wenn der Kaufvertrag die Mindestanforderungen des Katalogs erfüllte. Die Käufer von Wohnungseigentum sollten auf diesen Katalog stets hingewiesen werden, unabhängig davon, ob sie öffentliche Mittel in Anspruch nehmen wollten. Der Erfolg blieb nicht aus. Die Bauträger sahen eine Werbemöglichkeit, suchten mit ihren Kaufvertragsmustern die Rückversicherung bei Wachsmuth und kamen den Änderungswünschen nach. Die gemeinnützigen Wohnungsbauträger gaben ihren Widerstand auf, als die Oberste Baubehörde 1974 einen ministeriellen Katalog von Mindestanforderungen (vorwiegend auf der Basis von Wachsmuths Vorlage) veröffentlichte. Umfangreiche Erfahrungen in der Sanierung der finanziellen Situation von Kommunen konnte er nach dem Eintritt in den Ruhestand 14 Jahre lang als Beauftragter des Freistaats Thüringen und als kommunaler Berater sammeln.

## Kommentare
- Praxis der Kommunalverwaltung.
- mit Udo Dirnaichner: Bayerisches Gesetz über das Erziehungs- und Unterrichtswesen / Bayerisches Schulfinanzierungsgesetz, 22. Nachlieferung. ISBN 978-3-89382-227-0.
- mit Dietmar Scheid und Rainer Schuà: Gesundheitsdienst- und Verbraucherschutzgesetz Bayern. Kommunal- und Schul-Verlag, Wiesbaden 2020, ISBN 978-3-8293-1549-4.
- mit Schulz, Zwick, Bauer, Mühlbauer, Oehler, Stanglmayr, Winkler, Bloeck, Hauth, Stadlöder und Graß: Kommunalverfassungsrecht Bayern, 23. Nachlieferung. ISBN 978-3-89382-212-6.
- Wachsmuth/Oehler: Die Verwaltungsgemeinschaft in Bayern. 1978. ISBN 3-8073-0252-2.
- Wachsmuth/Oehler/Reif: Kommunale Zusammenarbeit in Bayern. VGemO und KommZG. 1985. ISBN 3-415-01189-5.
- Wachsmuth/Oehler: Thüringer Kommunalrecht, 34. Nachlieferung. ISBN 978-3-415-01762-7.